# Адам Студзінський
Адам Студзінський (пол. Adam (Franciszek) Studziński (2 червня 1911 , Стремінь, Львівська область  — 2 квітня 2008 , Краків ) — польський католицький священик, домініканець, член Королівського товариства любителів історії та пам'яток м. Кракова, капелан Другого корпусу польських збройних сил на Заході, бригадний генерал Війська Польського, харцермістр Польського Союзу харцерів (Związek Harcerstwa Polskiego) — польських скаутів.

## Життєпис
Закінчив гімназію в м. Жовква. Іспити на атестат зрілості здавав в гімназії ім. Сенкевича (пол. Gimnazjum im. Sienkiewicza) у Кракові. У 1928 р. вступив в орден домініканців, прийнявши чернече ім'я Адам. Вивчав теологію у Львові і Варшаві.
9 березня 1937 р. у Львові єпископом Євгеніушем Базяком був висвячений у сан пресвітера. До початку Другої світової війни працював законовчителем-катехізаторів. У вересні 1939 р. опинився в Угорщині, де вів душпастирську службу в таборах для інтернованих польських солдатів. Яким допомагав втекти з табору і переправитися до Франції. У 1941 р. через Балкани вирушив до Палестини — вступив у Військо Польське, де і продовжив пастирське служіння. З Другою Варшавською бронетанковою бригадою брав участь у бойових діях в Іраку, Ірані, Палестині і Єгипті. У 1944 р. брав участь в італійській кампанії: учасник боїв під П'ємонтом і Болоньєю.
Мужній капелан і хоробрий воїн в битві під Монте-Кассіно, він ніс духовне служіння на передовій лінії фронту серед поранених і вмираючих, а також допомагав евакуювати поранених і впізнавати загиблих солдатів, спалених заживо у танках. Він вважав, що якби Господь Бог не покликав би його на духовну стежку — він неодмінно б опинився в офіцерському училищі. І так служити Богові, Польщі та ближнім.
З 1947 р. в комуністичній Польщі служив парохом у Варшаві (до 1958 р.). Попри репресії та переслідування, закінчив у 1970 р. Академію мистецтв (пол. Akademia Sztuk Pięknych) зі ступенем магістра мистецтв в області збереження історичної спадщини. Займався відновленням давніх скарбів середньовічного домініканського монастиря у Кракові на вул. Столярській.
Вів патріотичну роботу серед молоді: у 1980-х роках він і його однодумці відреставрували під Вавелем костел Св. Егідія (пол. Św. Idziego) у Кракові, зробивши його центром харцерского душпастирства (польських скаутів), а також місцем зустрічей «харцерів» і ветеранів. Розпочав в костелі пастирську діяльність, організовував регулярні богослужіння і реколекції для «харцерства» і ветеранів.
Зосередив навколо себе військових ветеранів, організував різдвяні зустрічі «легіонерів», на які регулярно приходив архієпископ Кракова кардинал Кароль Войтила (Іван-Павло II). Опікувався ветеранами боротьби за незалежність — не тільки духовно, а й матеріально: допомагав старим, хворим, допомагав солдатам. У колі ветеранів влаштовував зустрічі та ювілеї колишніх «легіонерів», солдатів-підпільників та ветеранів II корпусу. Був одним з організаторів прощі в монастир на Ясній Горі — у кожну річницю битви під Монте-Кассіно. З 1981 року — почесний капелан щорічного Маршу ветеранів.

## Книги
- «Руководство для польских военных кладбищ в Италии» («Przewodnik po polskich cmentarzach wojennych we Włoszech» — Oficyna Wydawnicza Fulmen 1994, ISBN 83-901106-9-5);
- «Мемуары капеллана 4-го бронетанкового полка „Скорпион“ под Монте-Кассино» («Wspomnienia kapelana Pułku 4 Pancernego „Skorpion“ spod Monte Cassino» — Wydawnictwo i Reklama K & Z, Nowakowscy 1998, ISBN 83-86171-04-9)

## Титули
- Почесний член товариства ім. Юзефа Пілсудського (1998 р.);
- Почесний громадянин королівського міста Краків (1999 р.)

## Нагороди
- Срібний хрест військового ордену «Virtuti Militari» (Krzyż Srebrny Orderu Wojennego Virtuti Militari);
- Командорський Хрест із зіркою ордена Відродження Польщі (Krzyż Komandorski z Gwiazdą Orderu Odrodzenia Polski) «За мужність у проголошенні істини і турботу про души і серця краковян».;
- Лицарський хрест Відродження Польщі (Krzyż Kawalerski Orderu Odrodzenia Polski);
- Хрест «За відвагу» (Krzyż Walecznych);
- Золотий Хрест Доблесті з мечами (Złoty Krzyż Zasługi z Mieczami);
- Пам'ятний Хрест Монте-Кассіно (Krzyż Pamiątkowy Monte Cassino);
- Медаль Армії (Medal Wojska);
- Британська Зірка 1939—1945 (Brytyjska Star 1939—1945);
- Британська Зірка Африки (Brytyjska Africa Star);
- Британська Зірка Італії (Brytyjska Italy Star);
- Британська Медаль оборони (Brytyjska Defence Medal);
- Британська Медаль війни 1939—1945 (Brytyjska War Medal 1939—1945).

Похований із військовими почестями на Алеї Слави Раковицького кладовища (cmentarz Rakowicki). Його ім'ям названо площу перед церквою св. Егідія в Кракові.